# Upper Gwynedd Township (comté de Montgomery, Pennsylvanie)
Pour les articles homonymes, voir Upper Gwynedd Township.
Upper Gwynedd Township est un township du comté de Montgomery, en Pennsylvanie, aux États-Unis.